# Bourbourg
Bourbourg (in olandese Broekburg) è un comune francese di 6 882 abitanti situato nel dipartimento del Nord nella regione dell'Alta Francia.
Si tratta di una piccola borgata situata nell'arrondissement di Dunkerque.

## Società

### Evoluzione demografica
Abitanti censiti